# Campeonato Argentino de Futebol Feminino de 2012-13
O Campeonato Argentino de Futebol Feminino 2012-13 foi a 23ª edição da competição organizada pela AFA.

## Regulamento
Disputada por 13 clubes , a Primera División é disputada em 2 torneios: Apertura e Clausura, ambos em turno único com todos contra todos. O 1º colocado de cada torneio sagra-se campeão do mesmo.

### Critérios de desempate
Caso haja empate de pontos entre dois clubes, os critérios de desempates serão aplicados na seguinte ordem (válido para cada torneio). Esses são os critérios:
1. Saldo de gols
2. Gols marcados
3. Confronto direto

### Libertadores Feminina
O campeão do Torneo Apertura e do Torneo Clausura irão se enfrentar em um play-off para decidir a equipe classificada. Se os campeões forem o mesmo ele irá se classificar direto para a competição.

## Participantes
| Equipe                     | Cidade        | Estádio                         | Capacidade | Títulos (último)   |
| -------------------------- | ------------- | ------------------------------- | ---------- | ------------------ |
| Boca Juniors               | Buenos Aires  | La Bombonera                    | 49.000     | 20 (Apertura 2011) |
| Estudiantes                | La Plata      | Ciudad de La Plata              | 53.000     | 0 (não possui)     |
| Excursionistas             | Buenos Aires  | Excursionistas                  | 8.000      | 0 (não possui)     |
| Fénix                      | Buenos Aires  | Carlos Barraza                  | 10.000     | 0 (não possui)     |
| Huracán                    | Buenos Aires  | El Palacio                      | 48.314     | 0 (não possui)     |
| Independiente              | Avellaneda    | Estádio Libertadores de América | 32.500     | 0 (não possui)     |
| Lamadrid                   | Buenos Aires  | Enrique Sexto                   | 3.500      | 0 (não possui)     |
| Platense                   | Vicente López | Estádio Ciudad de Vicente López | 31.000     | 0 (não possui)     |
| River Plate                | Buenos Aires  | Monumental de Núñez             | 57.901     | 10 (Clausura 2010) |
| San Lorenzo                | Buenos Aires  | El Nuevo Gasómetro              | 39.963     | 1 (Apertura 2008)  |
| UAI Urquiza                | San Martín    | Monumental de Villa Lynch       | 1.000      | 1 (Clausura 2012)  |
| UBA                        | Buenos Aires  | Estádio F.C. Oeste AuxPonteve   | 500        | 0 (não possui)     |
| Velez Sarsfield (Mercedes) | Mercedes      | Estádio Municipal de Mercedes   | 1.000      | 0 (não possui)     |

## Torneo Apertura

### Classificação
| Torneo Apertura | Torneo Apertura            | Torneo Apertura | Torneo Apertura | Torneo Apertura | Torneo Apertura | Torneo Apertura | Torneo Apertura | Torneo Apertura | Torneo Apertura | Torneo Apertura | Torneo Apertura | Torneo Apertura |
| Time | Time                       | Pts             | J               | V               | E               | D               | GP              | GC              | SG              |                 |                 |                 |
| --- | -------------------------- | --------------- | --------------- | --------------- | --------------- | --------------- | --------------- | --------------- | --------------- | --------------- | --------------- | --------------- |
| 1 | Boca Juniors               | 33              | 12              | 11              | 0               | 1               | 109             | 4               | +105            |                 |                 |                 |
| 2 | River Plate                | 33              | 12              | 11              | 0               | 1               | 68              | 9               | +59             |                 |                 |                 |
| 3 | UAI Urquiza                | 30              | 12              | 10              | 0               | 2               | 57              | 5               | +52             |                 |                 |                 |
| 4 | Huracán                    | 27              | 12              | 9               | 0               | 3               | 34              | 16              | +18             |                 |                 |                 |
| 5 | Estudiantes                | 24              | 12              | 8               | 0               | 4               | 25              | 11              | +14             |                 |                 |                 |
| 6 | San Lorenzo                | 21              | 12              | 7               | 0               | 5               | 45              | 17              | +28             |                 |                 |                 |
| 7 | Independiente              | 18              | 12              | 6               | 0               | 6               | 37              | 31              | +6              |                 |                 |                 |
| 8 | Excursionistas             | 13              | 12              | 4               | 1               | 7               | 27              | 47              | -20             |                 |                 |                 |
| 9 | Platense                   | 10              | 12              | 3               | 1               | 8               | 18              | 58              | -40             |                 |                 |                 |
| 10 | UBA                        | 9               | 12              | 2               | 3               | 7               | 27              | 32              | -5              |                 |                 |                 |
| 11 | Velez Sarsfield (Mercedes) | 5               | 12              | 1               | 2               | 9               | 18              | 39              | -21             |                 |                 |                 |
| 12 | Fénix                      | 4               | 12              | 1               | 1               | 10              | 6               | 86              | -80             |                 |                 |                 |
| 12 | Lamadrid                   | 0               | 12              | 0               | 0               | 12              | 0               | 118             | -118            |                 |                 |                 |
| Pts – Pontos ganhos; J – Jogos; V - Vitórias; E - Empates; D - Derrotas; GP – Gols pró; GC – Gols contra; SG – Saldo de gols |                            |                 |                 |                 |                 |                 |                 |                 |                 |                 |                 |                 |

|  |                                    |
|  | Campeão e classificado ao play-off |

| Torneo Apertura 2012                    |
| --------------------------------------- |
| Club Atlético Boca Juniors (21º título) |

### Artilharia
| Gols | Jogador             | Time         |
| ---- | ------------------- | ------------ |
| 27   | Belén Potassa       | Boca Juniors |
| 24   | Andrea Ojeda        | Boca Juniors |
| 21   | Yael Oviedo         | Boca Juniors |
| 21   | Mariana Larroquette | River Plate  |
| 13   | Eliana Medina       | San Lorenzo  |

## Torneo Clausura

### Classificação
| 1  | Boca Juniors               | 33 | 11 | 11 | 0 | 0  | 55 | 2  | +53 |
| 2  | UAI Urquiza                | 27 | 11 | 9  | 0 | 2  | 44 | 9  | +35 |
| 3  | Estudiantes (La Plata)     | 25 | 11 | 8  | 1 | 2  | 24 | 11 | +13 |
| 4  | River Plate                | 24 | 11 | 8  | 0 | 3  | 45 | 6  | +39 |
| 5  | San Lorenzo                | 24 | 11 | 8  | 0 | 3  | 32 | 8  | +24 |
| 6  | Huracán                    | 20 | 11 | 6  | 2 | 3  | 15 | 14 | +1  |
| 7  | Independiente              | 15 | 10 | 5  | 0 | 5  | 16 | 32 | -16 |
| 8  | UBA                        | 13 | 11 | 4  | 1 | 5  | 11 | 20 | -9  |
| 9  | Velez Sarsfield (Mercedes) | 9  | 10 | 3  | 0 | 7  | 11 | 43 | -32 |
| 10 | Platense                   | 6  | 8  | 2  | 0 | 6  | 5  | 47 | -42 |
| 11 | Excursionistas             | 6  | 10 | 2  | 0 | 8  | 7  | 51 | -44 |
| 13 | Fénix*                     | 0  | 12 | 0  | 0 | 12 | 0  | 12 | -12 |
| 4  | Gral. Lamadrid*            | 0  | 12 | 0  | 0 | 12 | 0  | 12 | -12 |

Nota (*): Estos equipos han decidido no participar en el torneo, por lo tanto la AFA le da como perdido todos los partidos que tuvieron que jugar por el resultado de 1-0, entregándole automáticamente los 3 puntos a sus rivales de turno.

## Play-off
| 2013 | Boca Juniors | – | Campeão do Torneo Clausura | A definir |
|      |              |   |                            |           |

| 2013 | Campeão do Torneo Clausura | – | Boca Juniors | A definir |
|      |                            |   |              |           |